# الرايس
بلاد التكويد هي إحدى البلدات الساحلية الواقعة ضمن نطاق منطقة المدينة المنورة، وهي بلدة ساحلية تقع على شاطئ البحر الأحمر ويحدها شرقا الطريق السريع الرابط بين ينبع و جدة وهي تبعد عن مدينة ينبع البحر مسافة 90 كم تقريبا للجنوب، يعتبر مطار الأمير عبد المحسن بن عبد العزيز بينبع هو الأقرب للبلدة ويبعد ما يقارب المئة كيلو متر.

## الموقع
تقع بلدة الرايس على ساحل البحر الأحمر بالمنطقة الغربية وغرب المدينة المنورة وتبعد عنها مسافة 180 كيلو ويربط بينهما خط سريع حديث تم تدشينه مؤخرا مما جعلها المتنفس الأول لأهالي طيبة الطيبة.

## المساحة
تبلغ مساحته (615 كم2)، وتمثل 7,48% من مساحة المحافظة، ويأتي في المرتبة الرابعة.

## السكان
يبلغ عدد سكانه (4,000) نسمة، ويأتي في المرتبة الثالثة.

## المناخ
يتميز مناخها بانه مناخ استوائي صحراوي يتأثر بوجود البحر الأحمر حيث تظهر السحب في الموقع خلال فترات اليوم وتهب الرياح في معظم الوقت (الرياح السائدة) من الغرب باتجاه الشرق.

## شاطي الرايس

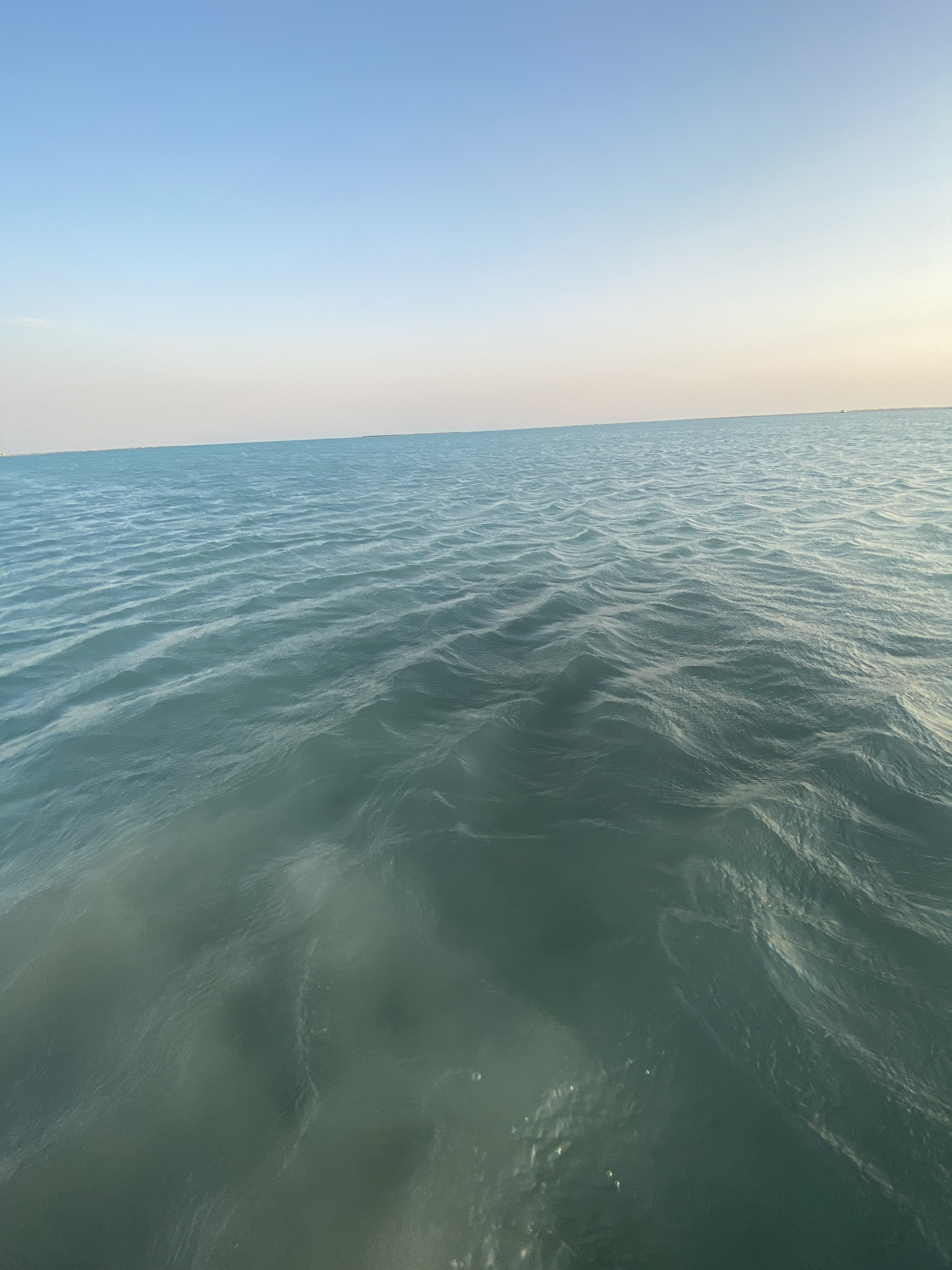
شاطئ الرايس

تتميز الرايس بشواطئها الهادئة والجميلة
كما يلاحظ أن العديد من سواحلها ضحلة جدا بحيث تظهر أرضية البحر عند حدوث الجزر لمسافات تصل أحيانا إلى 750 م

## السياحية
بلدة هادئة حالمة تقع على ضفاف البحر الأحمر تتميز بموقعها الجغرافي والساحلي وتمتاز بصفاء مياهها الزرقاء وسحر شعابها المرجانية وهدوئها وذهبية رمالها.

## الاستثمار
تعدّ ارضاً بكراً للاستثمار والسياحة فهي من أنسب الأماكن للباحث عن الهدوء والأجواء النقية، تجمع بين الأصالة والحضارة وتحوي خبايا حضارة وتاريخ.

## النشاط السكاني
يعمل سكان الرايس في الصيد وصناعة القوارب حتى زمن قريب ولكن وبعد تطور التعليم لم تعد مهناً أساسية للسكان.